# John Tembo
John Zenus Ungapake Tembo (ur. 14 września 1932, zm. 27 września 2023) – malawijski polityk, lider Partii Kongresowej Malawi (MCP,  Malawi Congress Party), największej partii opozycyjnej w kraju. Długoletni współpracownik pierwszego prezydenta Hastingsa Bandy. Kandydat w wyborach prezydenckich w 2004 i w 2009.

## Młodość i edukacja
John Tembo urodził się w 1932 w dystrykcie Dedza. Jego ojciec, Zenus Ungapake Tembo, był pastorem Środkowoafrykańskiego Kościoła Prezbiteriańskiego (CCAP, Church of Central African Presbyterian). Uczęszczał do kilku szkół elementarnych. W 1958 ukończył filozofię polityczną (licencjat) na University of Roma w Lesotho. W 1958 przez krótki czas był nauczycielem w szkole średniej w dystrykcie Dedza, a następnie przez dwa lata uczył w szkole średniej w dystrykcie Dowa.

## Działalność za rządów Hastingsa Bandy
W 1960, po przyjeździe do Nyasalandu Hastingsa Bandy i rozpoczęciu działań na rzecz niepodległości, Tembo rozpoczął działalność polityczną. W 1961 został wybrany do Zgromadzenia Legislacyjnego Nyasalandu. W 1964, po uzyskaniu niepodległości przez Malawi, Tembo objął stanowisko ministra finansów.
W 1966 pierwszym prezydentem Malawi został Hastings Banda, który w 1971 ogłosił się dożywotnim prezydentem i wprowadził jednopartyjny system rządów na czele z Partią Kongresową Malawi (MCP). John Tembo był jednym z najbliższych współpracowników Bandy. Był zarazem kuzynem kochanki prezydenta Bandy i zarazem oficjalnej pierwszej damy Malawi, Cecilii Tamandy Kadzamiry, zwanej „Mamą”. Tłumaczył także na język chichewa przemówienia prezydenta. John Tembo ukończył w tym czasie podyplomowe studia z dziedziny bankowości w Wielkiej Brytanii, Francji i USA. Następnie przez 13 lat zajmował stanowisko dyrektora Banku Rezerw Malawi.
Tembo kierował również kilkoma instytucjami publicznymi i prywatnymi, m.in. największym konglomeratem prasowym Press Corporation Limited, spółką Blantyre Print and Packaging, Uniwersytetem Malawi, a także kilkoma bankami.
Pod koniec rządów Bandy, wraz z postępem jego wieku i chorób, John Tembo wyrastał na najbardziej wpływową osobę w państwie, sprawującą realną władzę „z tylnego fotela”. Na początku lat 90. objął wpływową funkcję skarbnika generalnego oraz ministra stanu w kancelarii prezydenta. Kiedy jednak w 1993 w Malawi wprowadzono demokrację i system wielopartyjny, Banda na swego następcę i kandydata do urzędu wiceprezydenta wyznaczył rywala Tembo, Gwandę Chakuambę. Duet Banda-Chakuamba przegrał pierwsze demokratyczne wybory w 1994 z Bakilim Muluzim i MCP straciła władzę.

## Działalność polityczna po 1994
Po śmierci Hastingsa Bandy w 1997, John Tembo podjął próbę przejęcia władzy w Partii Kongresowej Malawi (MCP) od Gwendy Chakuamby. W 2004 Chakuamba odszedł z MCP i założył własną partię, a nowym przywódcą MCP został wówczas Tembo.
John Tembo wziął udział w wyborach prezydenckich w maju 2004 r. Zajął w nich drugie miejsce z wynikiem 27,1% głosów poparcia, przegrywając z Bingu wa Muthariką ze Zjednoczonego Frontu Demokratycznego (UDF) (35,9% głosów). Wyprzedził jednak swego dawnego rywala, Gwandę Chakuambę, który był trzeci i zdobył 25,7% głosów.
W 2008 r. Tembo zdecydował się wziąć udział w kolejnych wyborach prezydenckich. 1 listopada 2008 w czasie konwencji Partii Kongresowej Malawi (MCP) został wybrany jej kandydatem w wyborach prezydenckich w maju 2009. W kwietniu 2009, po tym jak Komisja Wyborcza nie pozwoliła Bakilemu Muluziemiu ubiegać się o trzecią kadencję prezydencką, Tembo otrzymał również poparcie z jego strony.
W wyborach prezydenckich 19 maja 2009 John Tembo przegrał z urzędującym prezydentem Bingu wa Muthariką. Zdobył 1,2 mln głosów, podczas gdy jego rywal 2,7 mln. Tembo zarzucił władzom fałszerstwa wyborcze i nierówny dostęp do środków masowego przekazu w czasie kampanii wyborczej. W wyborach parlamentarnych Partia Kongresowa Malawi zmniejszyła liczbę mandatów do 25, pozostając jednak nadal największą partią opozycyjną. Tembo zdobył mandat deputowanego i 2 czerwca 2009 został uroczyście zaprzysiężony na stanowisku.